# Lee Sheng-Mu
Lee Sheng-Mu (3 de octubre de 1986) es un deportista taiwanés, que compitió en bádminton. Ganó una medalla de bronce en el Campeonato Mundial de Bádminton de 2010, en la prueba de dobles mixto.

## Palmarés internacional
| Representando a China Taipéi |                 |                   |              |
| Campeonato Mundial           |                 |                   |              |
| Año                          | Lugar           | Medalla           | Prueba       |
| 2010                         | París (Francia) | Medalla de bronce | Dobles mixto |